# Heilige Pforte
Eine Heilige Pforte (lat.: Porta sancta) ist ein bestimmter Eingang eines Kirchgebäudes, der nur zu  Heiligen Jahren geöffnet ist. Die feierliche Öffnung und Schließung durch den zuständigen Bischof markieren Beginn und Abschluss eines Jubeljahres. 

## Patriarchalbasiliken in Rom
Eine Heilige Pforte gibt es in den folgenden vier Papstbasiliken in Rom:
- der Lateranbasilika Sankt Johannes im Lateran (San Giovanni in Laterano)
- dem Petersdom (die Bronzetüren von Vico Consorti wurden im Jahre 1950 an der Heiligen Pforte angebracht; sie zeigen 16 Szenen aus der Heilsgeschichte)
- der Basilika Sankt Paul vor den Mauern (San Paolo fuori le Mura)
- der Basilika Santa Maria Maggiore

Das Eintreten in eine Patriarchalbasilika in Rom durch die Heilige Pforte symbolisiert das Wort Christi: „Ich bin die Tür; wer durch mich hineingeht, wird gerettet werden; er wird ein- und ausgehen und Weide finden.“ (Joh 10,9 ) Daher gehen Pilger, die in einem Heiligen Jahr nach Rom kommen und den Jubiläumsablass erlangen wollen, singend und betend durch die verhältnismäßig schmalen Heiligen Pforten.
In einem Brief aus dem Jahre 1400 heißt es: „Wer dreimal durch diese Pforte schreitet, dem werden die Schuld und Sündenstrafen nachgelassen. Es ist ein Wunder, das die Menschen erleben […]“.
Die früheste Erwähnung einer Heiligen Pforte findet sich in einer Niederschrift des spanischen Pilgers Pero Tarfur aus dem Jahre 1437, der auf einen bereits existierenden Brauch verweist
Papst Alexander VI. führte zu Weihnachten 1499 die Sitte ein, dass das Heilige Jahr mit drei Hammerschlägen gegen die Heilige Pforte zu eröffnen sei. Dieser Brauch hat sich bis heute erhalten: Zur Eröffnung eines Heiligen Jahres klopft der Papst vor der ersten  Weihnachtsvesper mit einem Hammer an die verschlossene, symbolisch vermauerte, Porta Santa von St. Peter, die daraufhin geöffnet wird. Dasselbe geschieht durch einen Päpstlichen Legaten in den drei übrigen römischen Hauptkirchen.

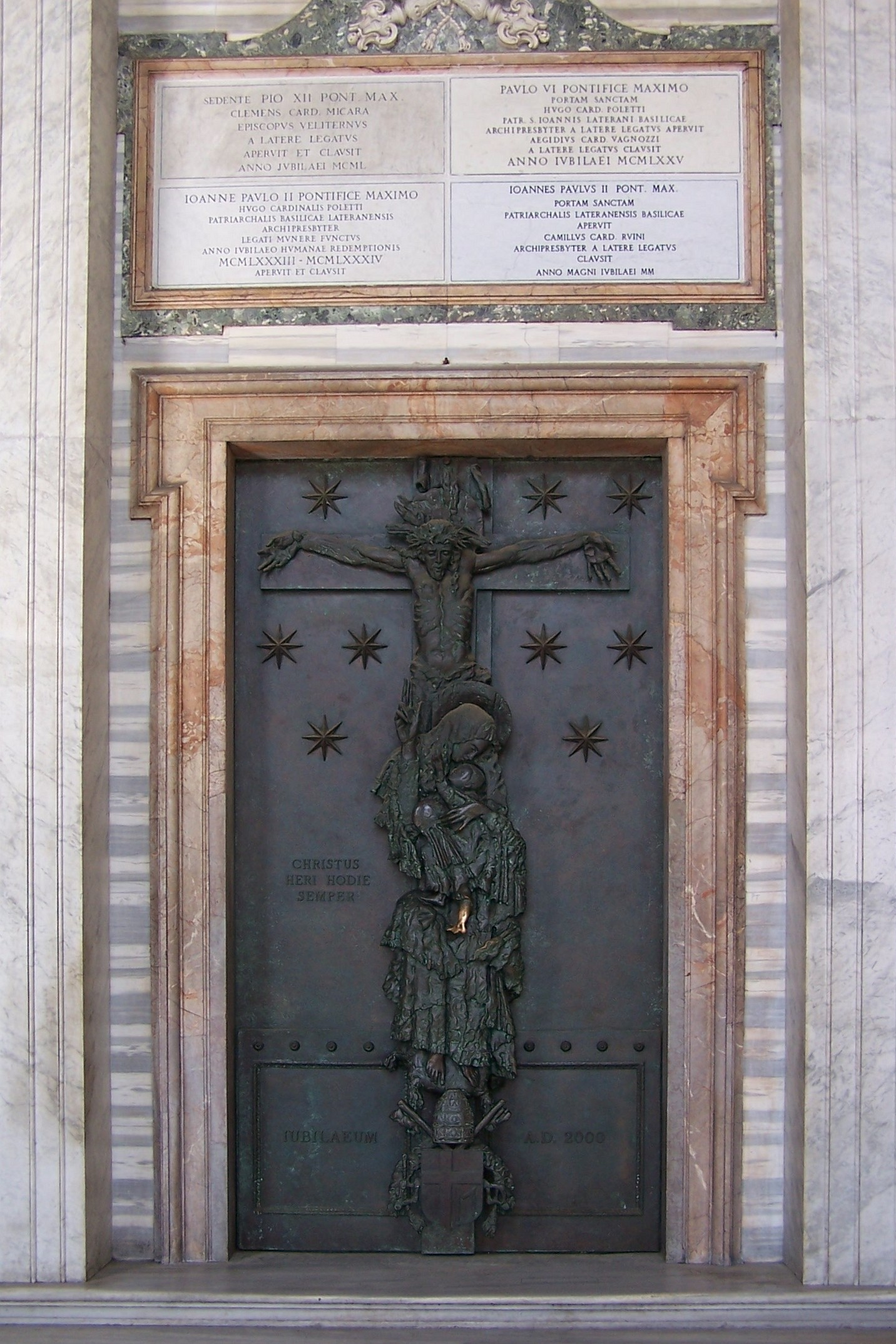
Heilige Pforte in der Lateranbasilika
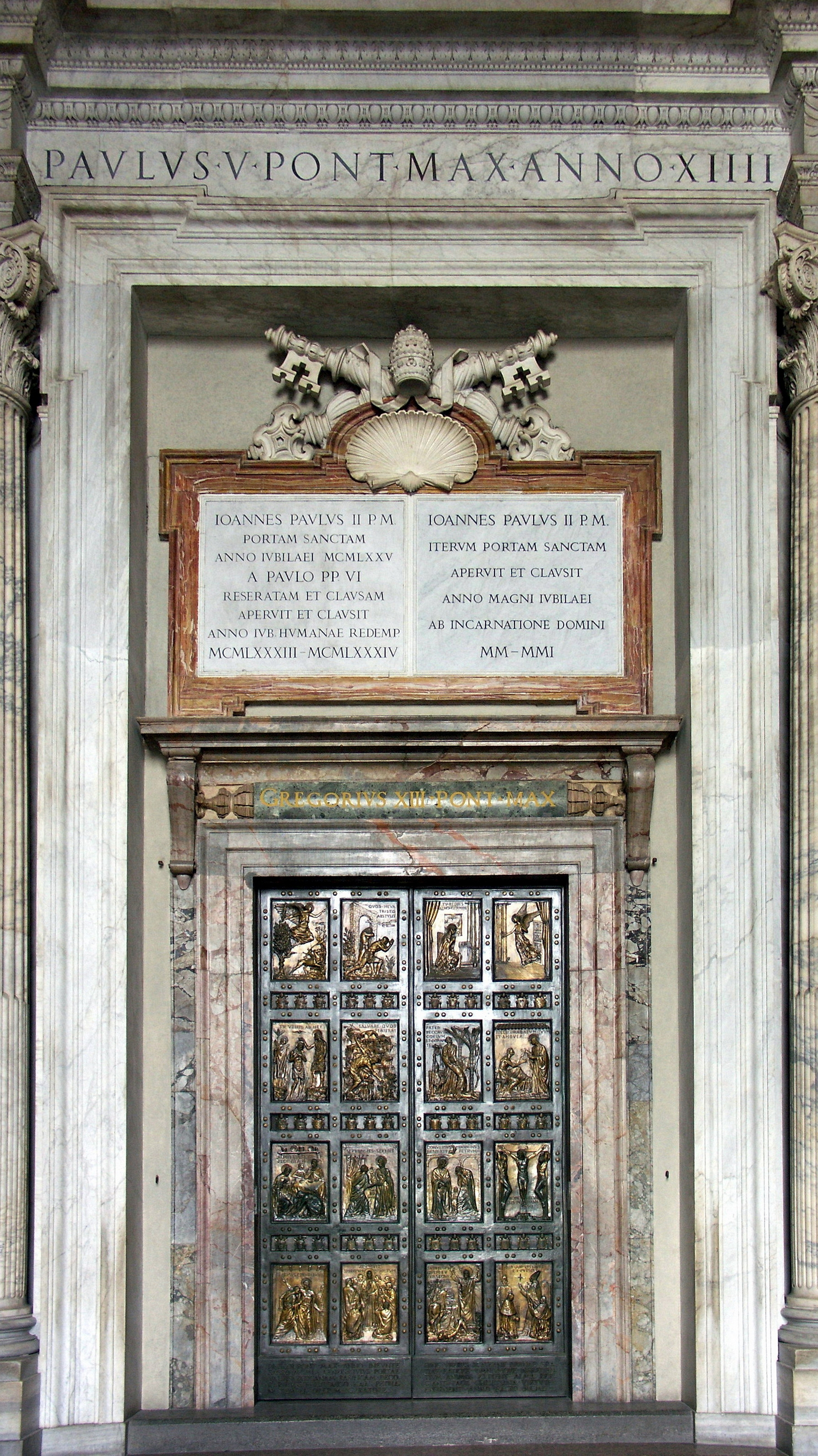
Heilige Pforte im Petersdom
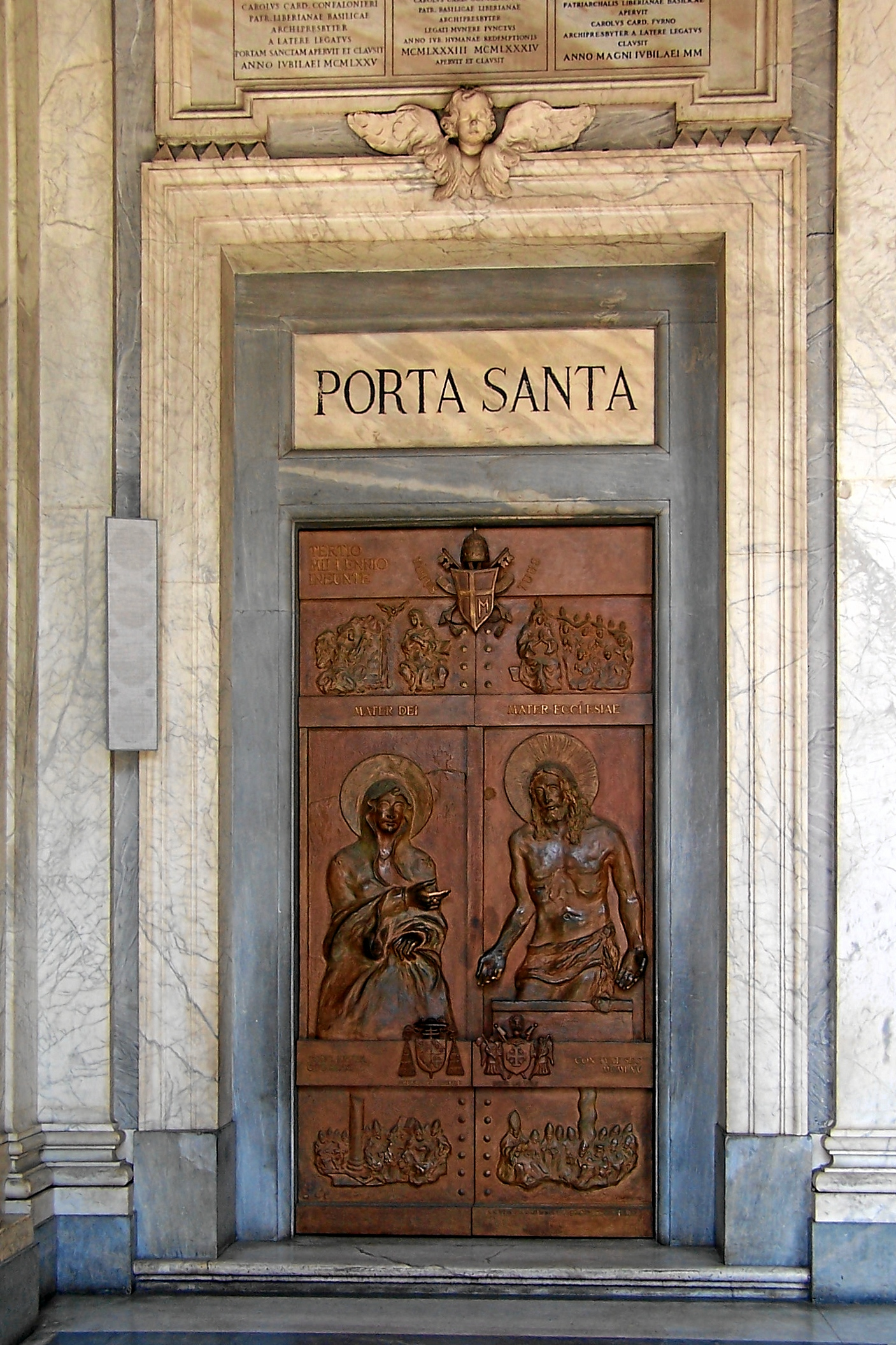
Heilige Pforte in der Basilika Santa Maria Maggiore
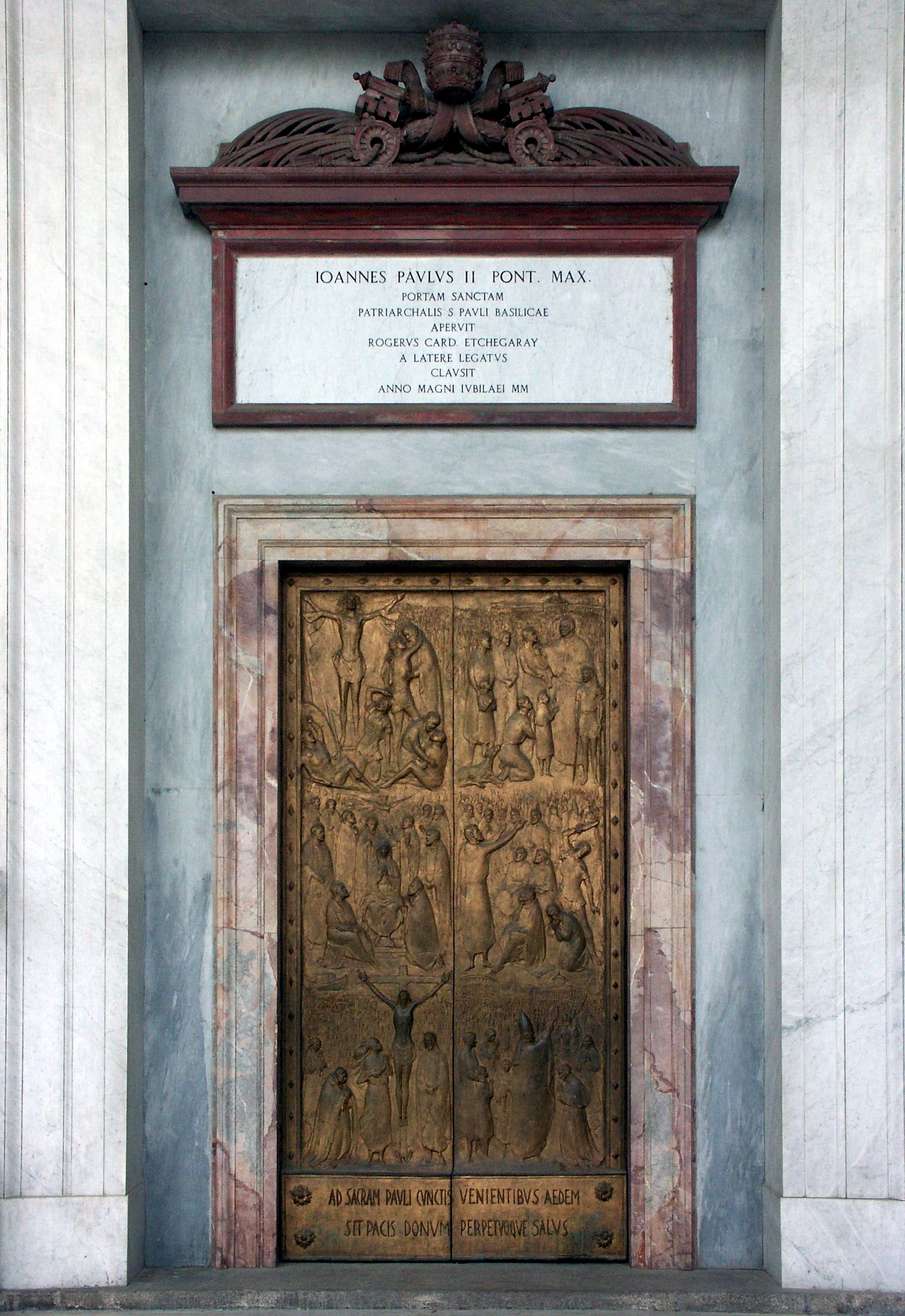
Heilige Pforte in der Basilika San Paolo fuori le Mura

## Santiago de Compostela

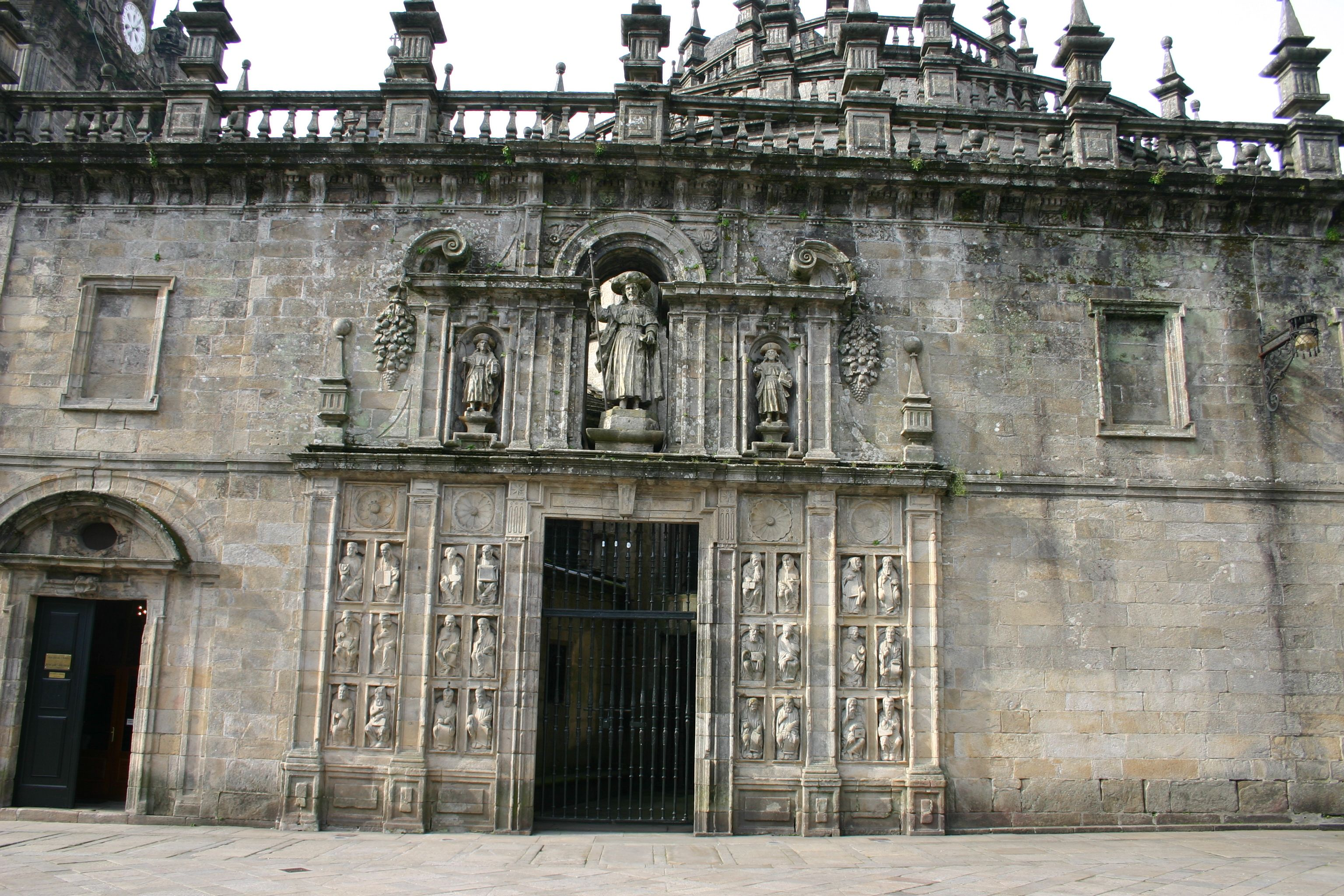
Heilige Pforte in der Kathedrale von Santiago de Compostela

Die Kathedrale von Santiago de Compostela erhielt 1122 von Papst Calixt II. das Privileg, zu bestimmten Zeiten ein Heiliges Compostelanisches Jahr ausrufen lassen zu dürfen. Spätere Päpste bestätigten dies. Die Puerta Santa („Heilige Pforte“) oder Puerta del Perdon („Gnadentor“) der Kathedrale darf nach dem Codex Calixtinus nur in Schalt- und Jubiläumsjahren geöffnet werden. Diese sind, wenn der 25. Juli, der Todestag des heiligen  Jakobus, auf einen Sonntag fällt.
Als Heilige Pforte dient eine romanische Tür, die an der Ostseite der Kathedrale in den Chorumgang führt. Im oberen Abschluss zeigt der Vorbau die Skulpturen des hl. Jakobus und seiner Schüler Athanasius und Theodorus. In der eigentlichen Pforte betreten die Pilger die Kathedrale unter der lateinischen Inschrift Venient omne gentes et dicen gloria tibi Domine („Es kommen alle Völker und verkünden Deine Ehre, Herr“).

## Heilige Pforten zum Jahr der Barmherzigkeit
Für das Heilige Jahr zum Jubiläum der Barmherzigkeit 2015/16 räumte Papst Franziskus mit dem Dekret Misericordiae vultus den Ortsbischöfen unter anderem die Möglichkeit ein, Heilige Pforten in den Kirchen ihrer Diözesen öffnen zu lassen, „entweder in der Bischofskirche, die die Mutter aller Kirchen im Bistum ist, oder in der Konkathedrale oder in einer anderen Kirche mit herausragender Bedeutung für die Dauer des Heiligen Jahres.“